# Senaja
Senaja es una población rural de la municipalidad de Mladenovac, en el distrito de Belgrado, Serbia.

## Superficie
Posee una superficie de 4,355 kilómetros cuadrados.

## Demografía
Hasta 2011 la población era de 405 habitantes, con una densidad de población de 93 habitantes por kilómetro cuadrado.